# Alexander Dubček
Alexander Dubček (ur. 27 listopada 1921 w Uhrovcu, zm. 7 listopada 1992 w Pradze) – czechosłowacki działacz polityczny, z zawodu inżynier; 1963–1968 I sekretarz KC KP Słowacji i członek Prezydium KC KPCz; 1968–1969 I sekretarz KC KPCz; gł. realizator reform w partii i państwie, zwanych praską wiosną 1968. Swój program określał głośnym w swoim czasie sloganem „socjalizm z ludzką twarzą”. Po interwencji wojsk Układu Warszawskiego z czasem wykluczony z partii (1970) i odsunięty od wszelkich funkcji; od 1989 w Forum Obywatelskim; 1990 przewodniczący Zgromadzenia Federalnego. Zmarł w wyniku obrażeń odniesionych w wypadku samochodowym. Laureat Nagrody Sacharowa w 1989. Jest patronem Uniwersytetu w Trenczynie.

## Życiorys

### Młodość
Urodził się w 1921 w Uhrovcu (obecnie Słowacja), w budynku miejscowej szkoły – tym samym, w którym urodził się inny wybitny Słowak, Ľudovít Štúr. Jego ojciec Stefan Dubček był z zawodu stolarzem, pracował przez kilka lat w Stanach Zjednoczonych, gdzie stał się pacyfistą oraz komunistą i gdzie poznał swoją późniejszą żonę. W niepodległej Czechosłowacji jego ojciec znalazł się wśród twórców Komunistycznej Partii Czechosłowacji. W 1925 roku Alexander Dubček wyjechał z rodzicami do miasta Frunze (obecnie Biszkek) w radzieckim Kirgistanie.
Później Dubčekowie przenieśli się do miasta Gorki, a w 1938 roku wrócili na Słowację, ponieważ zgodnie z nowymi wytycznymi musieliby przyjąć obywatelstwo radzieckie, a w 1939 roku młody Dubček wraz z ojcem wstąpił do ówcześnie nielegalnej Komunistycznej Partii Słowacji. Dubček zdobył zawód mechanika, pracował w zakładach zbrojeniowych w Dubnicy.
Dubček kontynuował działalność w partii mimo aresztowania ojca, a w 1944 roku brał udział w Słowackim Powstaniu Narodowym, w którym został ranny, a jego brat Julius został zabity. Po wojnie pracował na różnych stanowiskach politycznych w Trenczynie i Bańskiej Bystrzycy. W tym ostatnim mieście w 1953 r. został I sekretarzem partii, a dwa lata później wszedł w skład KC Komunistycznej Partii Słowacji. Od dzieciństwa bardzo dobrze posługiwał się językiem rosyjskim. Został oddelegowany do Moskwy, gdzie w latach 1955–1958 studiował nauki polityczne w Wyższej Szkole Partyjnej przy KC KPZR, m.in. wraz z Michaiłem Gorbaczowem.

### Początek kariery politycznej
Od 1958 był sekretarzem partii w Bratysławie i członkiem Komitetu Centralnego Komunistycznej Partii Czechosłowacji, a dwa lata później wybrano go do sekretariatu KC KPCz. Na tym stanowisku po raz pierwszy spotkał się z prezydentem i I sekretarzem Antonínem Novotným, który początkowo był jego promotorem, a z którym w następnych latach Dubček rywalizował jako zwolennik umiarkowanej liberalizacji w duchu chruszczowowskiej destalinizacji i zdecydowany przeciwnik czechocentryzmu państwa. W 1959 roku został sekretarzem Komitetu Centralnego do spraw przemysłu.
Dubček domagał się rehabilitacji ofiar Józefa Stalina, co nastąpiło częściowo w ZSRS podczas rządów Chruszczowa, i rehabilitacji słowackich komunistów prześladowanych w latach 1951–1953. Dubček w konflikcie liczył na poparcie Moskwy, która wywierała presję na destalinizację Czechosłowacji. Ten konflikt z Novotným spowodował, że Dubček został ponownie przeniesiony na Słowację, gdzie w ramach pozornego awansu został członkiem kierownictwa KPS. Od 1962 roku pełnił funkcję głównego sekretarza Komitetu Wojewódzkiego KSS w Bratysławie, a od 1963 roku był pierwszym sekretarzem Komitetu Centralnego KPS.
Pomimo zesłania na Słowację Dubček wciąż budował swoją polityczną pozycję. W następnych miesiącach intensywnie zabiegał o poparcie mas partyjnych na Słowacji, dzięki czemu wszedł do tzw. komisji Koldera, która miała badać stalinowskie represje. Komisja udowodniła jego rywalom, liderom KPS Pavolowi Davidowi i Karolowi Bacilkowi, udział w represjach i zaleciła rehabilitację Gustáva Husáka i Vladimíra Clementisa.
W efekcie oskarżenia Davida i Bacilka, Novotný był zmuszony ich odwołać, co przyczyniło się do dalszego wzmocnienia Dubčeka. Zmiany kadrowe pozwoliły wznowić sprawę dyskusji na temat rehabilitacji słowackich komunistów. Dubček w tej sprawie oficjalnie podtrzymywał oskarżenia, a jednocześnie tolerował i inspirował działania na rzecz rehabilitacji, m.in. publikacje w prasie. Novotný został zmuszony ostatecznie do uznania swojej porażki i rehabilitacji tych działaczy, oraz dymisji premiera Viliama Širokyego.
Po przesileniu z 1963 r. Dubček umocnił swoją pozycję i dążył do dalszego osłabienia Novotnego. W tym okresie rywalizował z reformatorskim Gustávem Husákiem i na posiedzeniu władz KPS potępił go za radykalizm oraz uznał za niedopuszczalne zmniejszenie kontroli partii komunistycznej nad poszczególnymi dziedzinami życia publicznego. W okresie od 1963 do 1968 r. dążył do utrzymania równowagi sił z Novotným, balansując między naciskami społeczności słowackiej oraz presją władz centralnych.
Wiosną 1967 r. Dubček zaproponował reformę KPCz w kierunku pluralistycznym, by partia tworzyła warunki do aktywności społecznej, a nie ją kontrolowała. Ponadto w tym okresie nasilały się problemy ekonomiczne na Słowacji, przeciw którym protestował Dubček jesienią. Dubček krytykował czeskocentryczność reformy, zgodnie z którą ⅔ inwestycji przemysłowych miało zostać zrealizowanych w Czechach. Wszystkie te czynniki doprowadziły do ponownego zaognienia konfliktu w KPCz i w efekcie w październiku 1967 r. Dubček ponownie skrytykował Novotnego za nadmierną kumulację stanowisk, co było powrotem do zarzutów sprzed 10 lat. W odpowiedzi Novotný przedstawił znów Dubčeka jako słowackiego nacjonalistę, jednak nie uzyskał tą drogą poparcia.

### Pierwszy Sekretarz Partii Komunistycznej

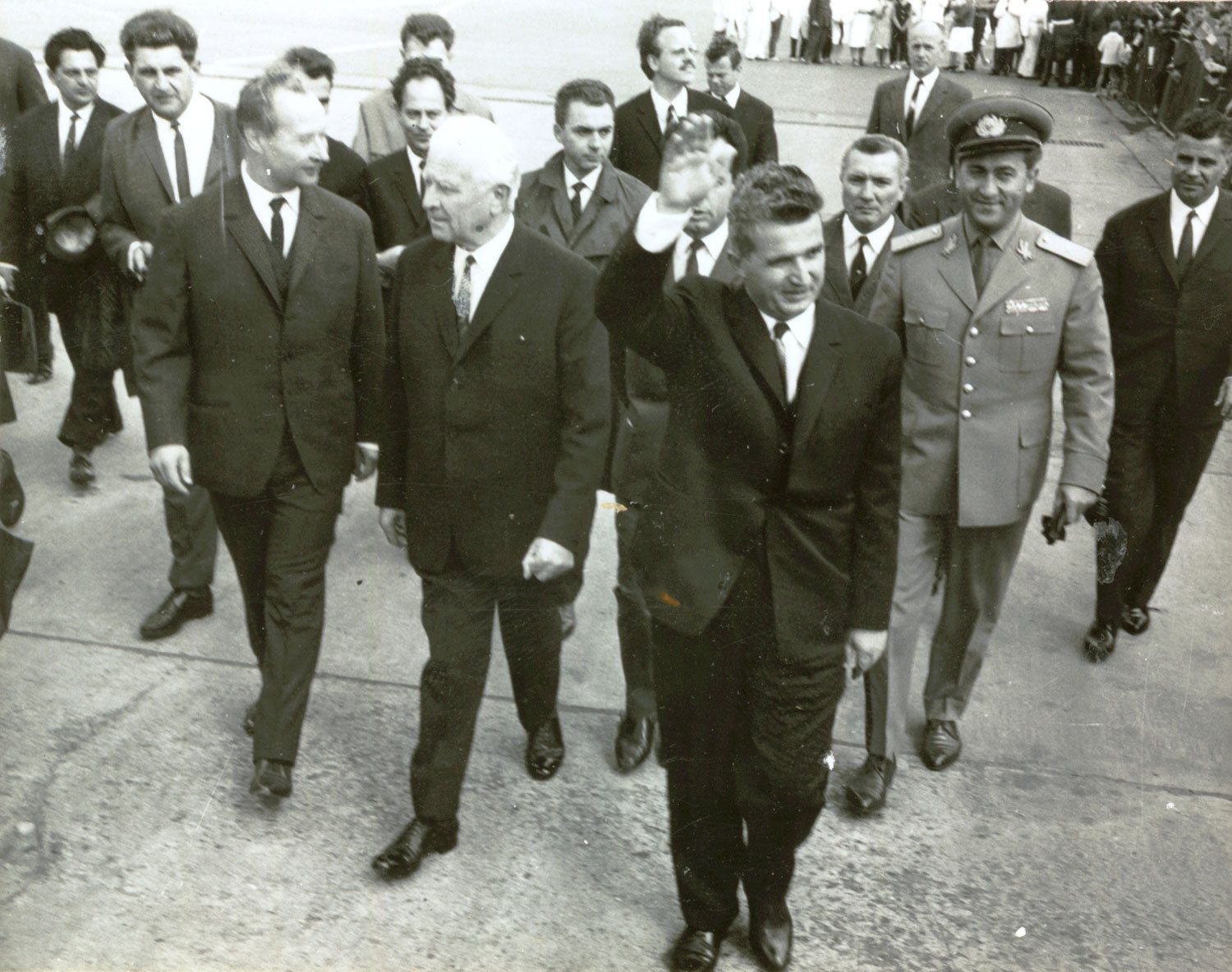
Wizyta Dubčeka (w pierwszym rzędzie, pierwszy z lewej) w 1968 roku w Rumunii, rządzonej wówczas przez Nicolae Ceaușescu

W końcu 1967 r. Novotný zwrócił się o pomoc do radzieckiego przywódcy Leonida Breżniewa, który na początku grudnia spotkał się w Pradze zarówno z nim, jak i z Dubčekiem. Breżniew nie wyraził zdecydowanego poparcia dla Novotnego, co zostało uznane za sygnał do możliwych zmian personalnych. W ciągu następnych dni Novotný utracił poparcie większości najwyższych działaczy partyjnych i był zmuszony pogodzić się z zamiarem pozbawienia go stanowiska I sekretarza KPCz. Jako swojego następcę Novotný widział twardogłowych premiera Jozefa Lenarta albo przewodniczącego Zgromadzenia Narodowego Bohuslava Lastovickę, natomiast jako kandydaci zdecydowanie reformatorscy występowali Ota Šik i Josef Smrkovský.
W tej sytuacji Dubček został uznany za kandydata kompromisowego, a ponadto dobrze widzianego w ZSRR. Między 3 i 5 stycznia 1968 roku Plenum Komitetu Centralnego podjęło decyzję o rozdzieleniu stanowiska I sekretarza Komitetu Centralnego od stanowiska Prezydenta Republiki, wskutek czego Antonín Novotný został pozbawiony funkcji Pierwszego Sekretarza Komitetu Centralnego. 5 stycznia 1968 roku na jego następcę Prezydium wybrało (z rekomendacji Novotnego i z poparciem Breżniewa) dotychczasowego pierwszego sekretarza Komitetu Centralnego Komunistycznej Partii Słowacji Alexandera Dubčeka. Novotný zachował mniej ważne stanowisko prezydenta państwa.
Dubček obsadził kierownictwo partii swoimi sojusznikami, jednakże nie posiadał sprecyzowanego programu politycznego, a jego ekipę łączyły chęć zachowania ustroju w dotychczasowej formie oraz wrogość do Novotnego i jego otoczenia. Ostatecznie jednak jego postulaty większej przejrzystości życia politycznego zyskały na tyle duże poparcie (przede wszystkim w czeskiej części państwa), że nowe władze zmuszone były kontynuować liberalizację ustroju, nierzadko przyjmując do wiadomości wydarzenia dziejące się bez kontroli centrali KPCz. Umożliwiło to proces zmiany życia społecznego i politycznego, nazywany „praską wiosną”. Jedną z reform Dubčeka było w rezultacie wprowadzenie zarządzenia o całkowitej wolności prasy (prawo 84/1968 z dnia 26 czerwca 1968 stwierdza, że „cenzura jest niedopuszczalna”). Reformy zostały szybko podchwycone przez ogół społeczeństwa, co doprowadziło do tego, że Dubček musiał stawić czoła krytyce w partii komunistycznej, a zwłaszcza radzieckiemu kierownictwu. Liberalizacja forsowana przez Dubčeka obejmowała zwiększenie wolności prasy, wolności słowa, swobody przemieszczenia się, większy nacisk gospodarczy na dobra konsumpcyjne, możliwość wprowadzenia wielopartyjnego rządu i ograniczenie władzy tajnej policji, a także potencjalne wycofanie się z Układu Warszawskiego.
W dniu 4 maja 1968 Komitet Centralny ZSRR zaprosił do Moskwy przywódców Partii Komunistycznej i rządu Czechosłowacji, na czele z pierwszym sekretarzem Komitetu Centralnego Komunistycznej Partii Czechosłowacji Alexandrem Dubčekiem, ponieważ sowieccy przywódcy oglądali proces odrodzenia w Czechosłowacji i rosnącą popularność Dubčeka z wielkim przerażeniem. Po posiedzeniu Komitetu Centralnego w dniach od 29 maja do 1 czerwca Alexander Dubček powiedział, że udało mu się odzyskać zaufanie w polityce partii komunistycznej. W dniach od 18 czerwca do 2 lipca na terenie Czechosłowacji przeprowadzono zaplanowane wcześniej ćwiczenia wojsk Układu Warszawskiego pod kryptonimem „Szumawa”, które były elementem nacisku na przywódców KPCz i stanowiły przygotowanie do późniejszej inwazji. Plan inwazji na Czechosłowację istniał w siedzibie Rady Najwyższej ZSRR już w czerwcu 1968 roku. Według niektórych źródeł, plan inwazji powstał jeszcze wcześniej, a jego głównym założeniem było przeniesienie sowieckiego arsenału nuklearnego na zachodnią granicę bloku komunistycznego.
Mimo pozornego spokoju po spotkaniu w Czernej nad Cisą w nocy z 20 na 21 sierpnia 1968 roku rozpoczęła się operacja Dunaj – ponad 600 tysięcy żołnierzy Układu Warszawskiego (m.in. armii ZSRR, Ludowego Wojska Polskiego, węgierskich, bułgarskich oraz NRD) wkroczyło do Czechosłowacji. Alexander Dubček, Josef Smrkovsky, Oldřich Černík oraz František Kriegel w nocy 20 sierpnia zostali aresztowani i wywiezieni do Moskwy. Nowy prezydent Ludvík Svoboda w przemówieniu radiowym wezwał cały naród do zachowania spokoju. Z inicjatywy prezydenta Svobody 23 sierpnia podjęto rozmowy z aresztowanymi funkcjonariuszami partii i rządu. Ich wynikiem był tajny „protokół moskiewski”, po czym sekretarz Komitetu Centralnego KPZR Boris Ponomariow powiedział do aresztowanych, że mogą wrócić do domu dopiero po jego podpisaniu. Po powrocie do Pragi Alexandra Dubčeka podpisano umowę o czasowej obecności wojsk radzieckich w Czechosłowacji. Interwencja wywołała protesty ze strony rządów Jugosławii, Rumunii i Chin oraz ze strony zachodnioeuropejskich partii komunistycznych, które poparły Dubčeka.

### Utrata władzy
Po sierpniu 1968 roku Dubček pod presją sowiecką wycofał się z reform. Jedyną pozostałością po praskiej wiośnie była federalizacja Czechosłowacji, dzięki czemu na mocy ustawy z dnia 27 października 1968 roku Słowacja stała się równoprawnym partnerem Czech. Od 1970 do 1985 roku pracował w Bratysławie jako mechanizator. W roku 1974 napisał do władz partii krótki list protestacyjny, który pozostał bez odpowiedzi. Przed 1989 rokiem odmówił wzięcia udziału w działaniach opozycyjnych.

### Po 1989 roku
Pod koniec lat 80. wraz z byłym premierem Oldřich Černíkiem w listach skierowanych do partii komunistycznych domagał się uznania interwencję w 1968 r., za nielegalną.  W dniu 13 listopada 1988 otrzymał doktorat honoris causa, nadany przez Uniwersytet Boloński we Włoszech za wkład w promowanie praw człowieka. W maju 1989 roku udzielił wywiadu telewizji węgierskiej, w którym mówił głównie o roku 1968. Również w 1989 otrzymał Nagrodę Sacharowa. W 1992 roku został przewodniczącym Socjaldemokratycznej Partii Słowacji.
W 1990 roku otrzymał tytuł doktora honoris causa Szkoły Głównej Planowania i Statystyki w Warszawie. Śmierć wyróżnionego uniemożliwiła odebranie tego tytułu.

### Śmierć

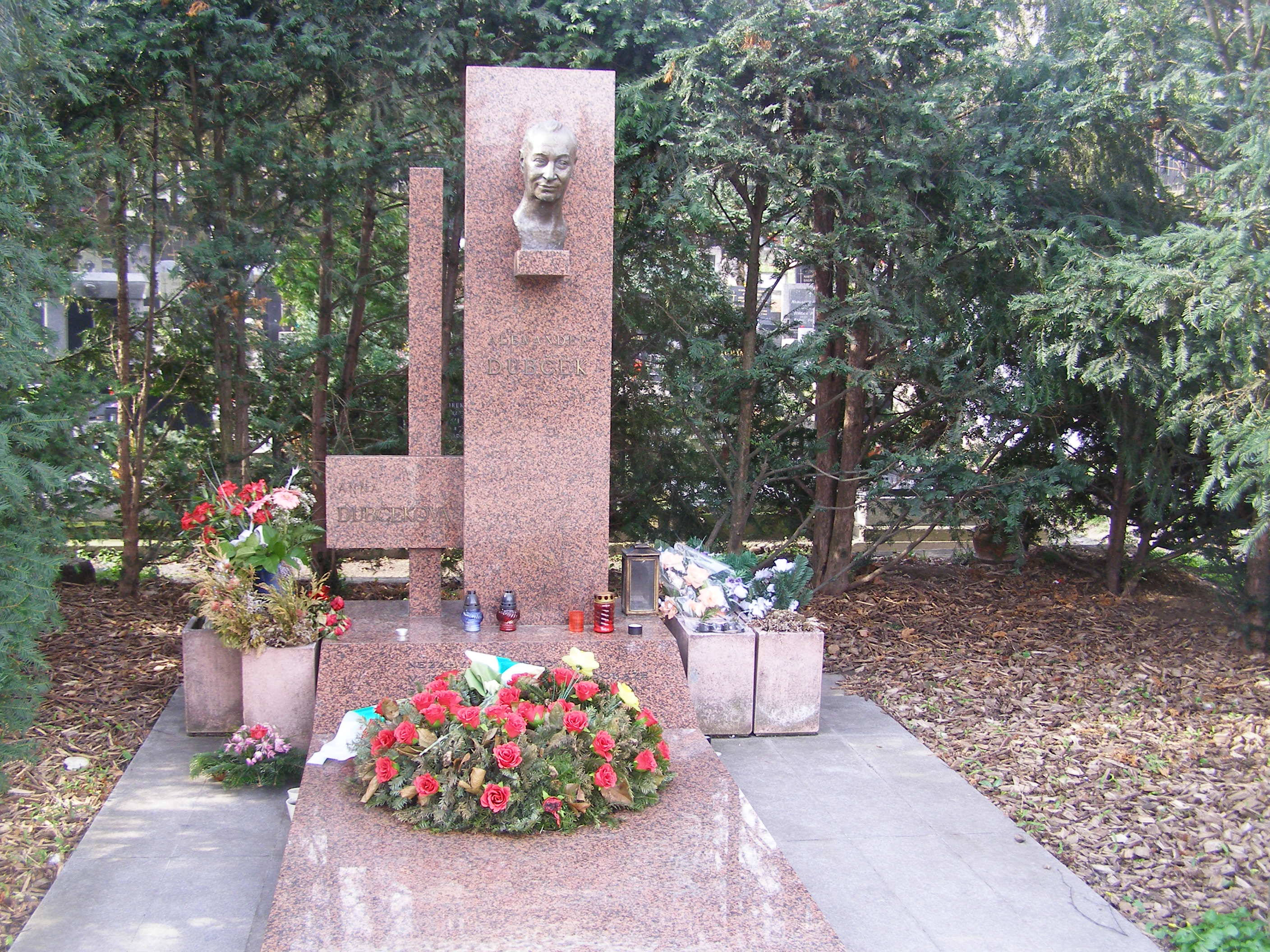
Grób Alexandra Dubczeka na cmentarzu Slávičie údolie w Bratysławie

W drodze na posiedzenie w dniu 9 września 1992 Dubček doznał poważnego wypadku, na 88,9 km autostrady D1 w Humpolcu, gdy jego samochód służbowy BMW 535i z dużą prędkością (114–131 km/h) po ulewnych deszczach wpadł w poślizg ze względu na akwaplaning. Dubček, który siedział nieprzypięty pasami na tylnym siedzeniu, wypadł z samochodu. Po wypadku trafił do szpitala na Homolce w Pradze w stanie śpiączki, gdzie zmarł w wyniku obrażeń 7 listopada 1992 roku. Pochowany jest na cmentarzu w Bratysławie.

## Odznaczenia

### Czechosłowacja
- Order 25 lutego 1948 – 1949[14]
- Order Za Zasługi w Budownictwie – 1958
- Medal Pamiątkowy na 20 Rocznicę Słowackiego Powstania Narodowego – 1964

### Czechy i Słowacja
- Order Białego Lwa I Klasy – 2003, Czechy, pośmiertnie[15]
- Order Ľudovíta Štúra I Klasy – 1995, Słowacja, pośmiertnie[16]
- Krzyż Pribiny I Klasy – 2000, Słowacja, pośmiertnie[17]

### Zagraniczne
- Order Georgi Dymitrowa – 1968 (Bułgaria)